# John Shrapnel
John Morley Shrapnel (Birmingham, 27 de abril de 1942 - Londres, 14 de fevereiro de 2020) foi um ator inglês, conhecido principalmente por seu trabalho no palco com o RSC e o National Theatre no Reino Unido, e por suas muitas aparições na televisão. 

## Biografia
Shrapnel nasceu em Birmingham, West Midlands, filho de Maria Lillian Myfanwy e dp jornalista e escritor Norman Shrapnel.

## Educação
Shrapnel foi educado na Mile End School, Stockport, onde começou a atuar como membro da sociedade dramática da escola, e na City of London School, uma escola independente para meninos na cidade de Londres, onde interpretou Hamlet na escola Play, seguido pelo St Catharine's College, Cambridge, onde obteve um MA.

## Vida e carreira
Como ator de teatro, Shrapnel foi membro da National Theatre Company de Laurence Olivier e da Royal Shakespeare Company e apareceu como Sir Oliver Surface em The School for Scandal (dirigido por Deborah Warner) no Barbican Center em 2011.
Shrapnel também apareceu extensivamente na televisão em papéis dos anos 1960 em diante. Ele interpretou o Conde de Sussex em Elizabeth R e Alexander Hardinge em Edward and Mrs. Simpson. Ele apareceu em Z-Cars, Space: 1999, Inspector Morse, GBH, Coogan's Run, Foyle's War e muitos outros dramas. Ele apresentou um episódio da série de viagens da BBC de 1983, Great Little Railways. Ele atuou em três das peças de Shakespeare da BBC Television e como Creonte nas produções da BBC das Três peças de Theban (1986) de Sófocles. Ele também interpretou Pompeu no segundo episódio de Roma Antiga: A Ascensão e Queda de um Império e o Guardião da Prisão em O 10º Reino, uma minissérie de fantasia épica . 
Sua carreira no cinema incluiu papéis em Nicholas e Alexandra (1971), Pope Joan (1972), Hennessy (1975), Personal Services (1987), Testimony (1988), How to Get Ahead in Advertising (1989), Inglaterra, My England ( 1995), 101 Dalmatians (1996), Notting Hill (1999), The Body (2001), K-19: The Widowmaker (2002) e Alien Autopsy (2006). Ele também apareceu em filmes históricos como Gladiator (2000) como Senator Gaius, e em Troy (2004) como Nestor. Em Elizabeth: The Golden Age (2007), ele interpretou Lord Howard e The Duchess (2008) como General Gray. 
Shrapnel teve a rara distinção de aparecer em dois episódios de Midsomer Murders como dois personagens, em Death in Chorus e Written in Blood. Shrapnel apareceu em um episódio de Jonathan Creek como o Professor Lance Graumann no episódio O Homem Omega . Ele aparece em Chemical Wedding ao lado de Simon Callow, contando a história da ressurreição do ocultista Aleister Crowley. Ele interpretou John Christie (de um caso dos anos 1980) no episódio "Solidariedade" da longa série de TV Waking the Dead . 
Shrapnel também tinha experiência no campo do drama de rádio da BBC: ele interpretou o Inspetor Morse de Colin Dexter (ao lado de Robert Glenister como sargento. Lewis) e estrelou Neuromancer de William Gibson. Shrapnel interpretou o personagem vice-comissário assistente John Felsham no New Tricks episódio The Fourth Man (2010). Ele também narrou episódios de Wild Discovery. 
Shrapnel era genro da atriz britânica Deborah Kerr e do executivo de cinema e televisão Tony Bartley, por meio de seu casamento em 1975 com sua filha mais nova, Francesca Ann Bartley. Ele e Francesca tiveram três filhos, o escritor Joe Shrapnel (n. 1976) e os atores Lex Shrapnel (n. 1979) e Tom Shrapnel (n. 1981). Shrapnel viveu os últimos anos de sua vida com sua família em Highbury, norte de Londres. Seu ancestral Henry Shrapnel deu o nome de estilhaços (shrapnel) à língua inglesa.
Shrapnel morreu de câncer de pulmão em 14 de fevereiro  de 2020, aos 77 anos. 

## Filmografia

### Filme
| Ano  | Título                        | Função                 | Notas |
| ---- | ----------------------------- | ---------------------- | ----- |
| 1971 | Nicholas e Alexandra          | Petya                  |       |
| 1972 | Papa Joana                    | Padre James            |       |
| 1975 | Hennessy                      | Tipaldi                |       |
| 1987 | Serviços pessoais             | Lionel                 |       |
| 1987 | Partição                      | Inundação Geral        |       |
| 1988 | Testemunho                    | Andrei Zhdanov         |       |
| 1989 | Como progredir na publicidade | Psiquiatra             |       |
| 1995 | Duas mortes                   | Cinca                  |       |
| 1995 | Inglaterra, minha inglaterra  | Samuel Pepys           |       |
| 1996 | 101 dálmatas                  | Skinner                |       |
| 1999 | Notting Hill                  | Chefe de RP            |       |
| 2000 | Gladiador                     | Senador Gaius          |       |
| 2001 | The Body                      | Moshe Cohen            |       |
| 2002 | K-19: The Widowmaker          | Almirante Bratyeev     |       |
| 2004 | Troy                          | Nestor                 |       |
| 2005 | The Headsman                  | Arcebispo              |       |
| 2006 | Alien Autopsy                 | Michael Kuhn           |       |
| 2007 | Brilhar                       | Bernie                 |       |
| 2007 | Elizabeth: a idade de ouro    | Lord Howard            |       |
| 2008 | Casamento Químico             | Crowley                |       |
| 2008 | Espelhos                      | Lorenzo Sapelli        |       |
| 2008 | The Duchess                   | General Grey           |       |
| 2011 | The Awakening                 | Reverendo Hugh Purslow |       |

### Televisão
| Year      | Title                                        | Role                      | Notes                                              |
| --------- | -------------------------------------------- | ------------------------- | -------------------------------------------------- |
| 1967-1969 | Playhouse                                    | Jamie / Schoner           | 2 episodes                                         |
| 1970      | Omnibus                                      | Léopold Zborowski         | 1 episode                                          |
| 1972      | The Organization                             | John Wimbourne            | 1 episode                                          |
| 1974      | Crown Court                                  | John Claudius             | 1 episode                                          |
| 1974      | Justice                                      | Roger Anderson            | 1 episode                                          |
| 1975      | Space: 1999                                  | Captain Jack Tanner       | 1 episode                                          |
| 1976      | Z-Cars                                       | George Stonehouse         | 1 episode                                          |
| 1977      | The Three Hostages                           | Gaudian                   | Television film                                    |
| 1978      | Edward &amp; Mrs. Simpson                    | Major Alexander Hardinge  | Miniseries, 5 episodes                             |
| 1980      | Armchair Thriller                            | Vincent Craig             | 6 episodes                                         |
| 1981      | Private Schulz                               | German Newsreel Reader    | 3 episodes                                         |
| 1982      | The Woman in White                           | Sir Percival Glyde        | 5 episodes                                         |
| 1983      | My Cousin Rachel                             | Ambrose Ashley            | 4 episodes                                         |
| 1983-1984 | Wagner                                       | Semper                    | Miniseries, 3 episodes                             |
| 1984      | Horizon                                      | Cyril Burt                | 1 episode                                          |
| 1984      | Sorrell and Son                              | Thomas Roland             | Miniseries, 6 episodes                             |
| 1985      | Mr. Palfrey of Westminster                   | Adrian Vyner              | 1 episode                                          |
| 1985-1995 | Screen Two                                   | Various                   | 3 episodes                                         |
| 1987      | Vanity Fair                                  | Lord Steyne               | 5 episodes                                         |
| 1989      | About Face                                   | Donald                    | 1 episode                                          |
| 1989      | Blackeyes                                    | Detective Blake           | Miniseries, 3 episodes                             |
| 1990      | Centrepoint                                  | Claude Wareing            | Miniseries, 4 episodes                             |
| 1990      | The Tragedy of Flight 103: The Inside Story  | BKA Police Chief          | Television film                                    |
| 1991      | Young Catherine                              | Archimandrite Todorsky    | Television film                                    |
| 1991      | G.B.H.                                       | Dr. Jacobs                | Miniseries, 3 episodes                             |
| 1991      | Selling Hitler                               | Gerd Schulte-Hillen       | Miniseries, 4 episodes                             |
| 1992      | The Good Guys                                | Jerry Rushbridge          | 1 episode                                          |
| 1992      | Between the Lines                            | D.A.C. Dunning            | Main cast, 6 episodes                              |
| 1993      | Crime Story                                  | Roy Hall                  | 1 episode                                          |
| 1994      | The Chief                                    | Dan Cheyney               | 1 episode                                          |
| 1994      | Fatherland                                   | General Globus            | Television film                                    |
| 1995      | Kavanagh QC                                  | Mr. Justice Griffin       | 1 episode                                          |
| 1995      | Coogan's Run                                 | Douglas Crown             | 1 episode                                          |
| 1996      | Wycliffe                                     | Dr. Sam Malvern           | 1 episode                                          |
| 1996-1997 | Bodyguards                                   | Commander Alan MacIntyre  | Main cast, 7 episodes                              |
| 1997      | Inspector Morse                              | Dr. Julian Storrs         | 1 episode                                          |
| 1998-2006 | Midsomer Murders                             | Max Jennings / Leo Clarke | 2 episodes: "Written in Blood" & "Death in Chorus" |
| 1998      | Invasion: Earth                              | Air Marshal Bentley       | Miniseries, 3 episodes                             |
| 1999      | Mary, Mother of Jesus                        | Simon                     | Television film                                    |
| 1999      | Jonathan Creek                               | Professor Lance Graumann  | 1 episode                                          |
| 2000      | The 10th Kingdom                             | Governor of Prison        | Miniseries, 3 episodes                             |
| 2001      | The Gentleman Thief                          | Monty Sinclair            | Television film                                    |
| 2002      | Foyle's War                                  | Raymond Brooks            | 1 episode: "A Lesson in Murder"                    |
| 2003      | Spine Chillers                               | Nick                      | 1 episode                                          |
| 2004      | I Am Not an Animal                           | Narrator                  | Voice, Miniseries, 6 episodes                      |
| 2006      | Ancient Rome: The Rise and Fall of an Empire | Pompey                    | Miniseries, 1 episode: "Caesar"                    |
| 2007      | The Last Detective                           | Billy Palmer              | 1 episode                                          |
| 2007      | The Inspector Lynley Mysteries               | Sergeant Mike McCaffrey   | 1 episode: "Limbo"                                 |
| 2008      | The Palace                                   | PM Edward Shaw            | Recurring role, 4 episodes                         |
| 2008      | Apparitions                                  | Cardinal Bukovak          | Miniseries, 5 episodes                             |
| 2010      | New Tricks                                   | DAC John Felsham          | 1 episode                                          |
| 2011      | Waking the Dead                              | John Christie             | 2 episodes: "Solidarity"                           |
| 2012      | Merlin                                       | The Sarrum                | 1 episode                                          |
| 2017      | King Charles III                             | Archbishop of Canterbury  | Television film                                    |